# Чаучилла (аэропорт)
Аэропорт Чаучилла (англ. Chowchilla Airport), (FAA LID: 2O6) — государственный гражданский аэропорт, расположенный в 1,6 километрах к юго-востоку от города Чаучилла, округ Мадера (Калифорния), США.
Аэропорт обслуживает главным образом рейсы авиации общего назначения.

## Операционная деятельность
Аэропорт Чаучилла занимает площадь в 30 гектар, расположен на высоте 23 метров над уровнем моря и эксплуатирует одну взлётно-посадочную полосу:
- 12/30 размерами 991 х 18 метров с асфальтовым покрытием.